# Coste e Isolette a Nord Ovest della Sardegna
Coste e Isolette a Nord Ovest della Sardegna este o arie protejată (arie specială de conservare — SAC, sit de importanță comunitară — SCI) din Italia întinsă pe o suprafață de 3.741 ha, din care 44 % marine.

## Localizare
Centrul sitului Coste e Isolette a Nord Ovest della Sardegna este situat la coordonatele 40°56′09″N 8°11′11″E / 40.935833°N 8.186389°E.

## Înființare
Situl Coste e Isolette a Nord Ovest della Sardegna a fost declarat sit de importanță comunitară în septembrie 1995 pentru a proteja 1 specie de plante și 29 de specii de animale. Situl a fost protejat și ca arie specială de conservare în aprilie 2017.

## Biodiversitate
Situată în ecoregiunea mediteraneană, aria protejată conține 12 habitate naturale: Bancuri de nisip acoperite în permanență slab de apă marină, Phrygana endemică cu Euphorbio-Verbascion, Matorral arborescenți cu Juniperus spp., Phrygana din Mediterana de Vest de pe vârfurile falezelor (Astragalo-Plantaginetum subulatae), Tufărișuri termo-mediteraneene și de pre-deșert, Straturi cu Posidonia (Posidonion oceanicae), Pășuni mediteraneene udate de apa mării (Juncetalia maritimi), Formațiuni scunde de Euphorbia în apropierea falezelor, Ape puternic oligomezotrofe cu vegetație bentonică cu Chara spp., Golfuri mici largi și golfuri puțin adânci, Faleze cu vegetație de Limonium spp. endemic de pe coastele mediteraneene, Recifuri.
La baza desemnării sitului se află mai multe specii protejate:
- plante (1): Centaurea horrida
- păsări (25): Alectoris barbara, fâsă-de-câmp (Anthus campestris), Calonectris diomedea, erete de stuf (Circus aeruginosus), erete vânăt (Circus cyaneus), erete cenușiu (Circus pygargus), egretă mică (Egretta garzetta), Falco eleonorae, Falco naumanni, șoim călător (Falco peregrinus), vulturul pleșuv sur (Gyps fulvus), Hydrobates pelagicus, sfrâncioc roșiatic (Lanius collurio), Larus audouinii, ciocârlie de pădure (Lullula arborea), gaia neagră (Milvus migrans), stârc de noapte (Nycticorax nycticorax), viespar (Pernis apivorus), Phalacrocorax aristotelis desmarestii, Puffinus yelkouan, chiră de baltă (Sterna hirundo), chiră mică (Sternula albifrons), Sylvia sarda, silvie de tufiș (Sylvia undata), chiră de mare (Thalasseus sandvicensis)
- mamifere (1): Myotis punicus
- nevertebrate (1): Papilio hospiton
- reptile (2): Euleptes europaea, țestoasă bănățeană (Testudo hermanni)

Pe lângă speciile protejate, pe teritoriul sitului au mai fost identificate 18 specii de plante, 43 de specii de păsări, 2 specii de amfibieni, 3 specii de reptile.